# Helmut Adamzyk
Helmut Adamzyk (* 6. Februar 1926 in Zweibrücken; † 22. Juni 1996 in Koblenz) war ein deutscher Politiker (CDU, SPD). Er war von 1963 bis 1975 Mitglied des Landtages Rheinland-Pfalz.
Nach dem Schulbesuch in Zweibrücken, Kirn und Idar-Oberstein 1932 bis 1943 beantragte Adamzyk am 3. Januar 1944 die Aufnahme in die NSDAP und wurde zum 20. April desselben Jahres aufgenommen (Mitgliedsnummer 9.681.422). Er leistete 1944 bis 1945 Kriegsdienst und war 1945 bis 1947 in Kriegsgefangenschaft. 1947 bis 1950 war er als Bergarbeiter, Landarbeiter und Dolmetscher tätig und besuchte die Landwirtschaftsschule in Zweibrücken. 1949 absolvierte er das Abitur und studierte 1950 bis 1952 an der Pädagogischen Akademie Kusel. Anschließend war er bis 1956 Volksschullehrer in Ruppertsweiler, Neuburg am Rhein und Kandel (Pfalz). 1956 bis 1963 war er Schulleiter in Krähenberg. 
1957 trat er der CDU bei und war 1959 bis 1967 Vorsitzender des CDU-Kreisverbandes Zweibrücken-Land. 1960 bis 1963 war er Mitglied des Kreistags und des Kreisausschusses. 1961 bis 1964 war er stellvertretender Vorsitzender der JU Pfalz. 1962 wurde er Mitglied des CDU-Bezirksvorstands Pfalz und Mitglied des Stadtrats Zweibrücken. 1964 gehörte er der 4. Bundesversammlung an.
In der 5. bis 7. Wahlperiode war er Mitglied des Rheinland-Pfälzischen Landtags. In der 5. Wahlperiode war er schriftführender Abgeordneter und Mitglied des Kulturpolitischen Ausschusses. 
Petitionsausschuss. In der 6. Wahlperiode war er Mitglied des Petitionsausschusses, des Sozialpolitischen Ausschusses und des Ausschusses für Verwaltungsreform.
1969 wechselte er in die SPD, behielt jedoch sein Landtagsmandat. In der 7. Wahlperiode (nun auf der Liste der SPD gewählt), war er Mitglied des Petitionsausschusses und des Ausschusses für Verwaltungsreform.